# Baba Hassen
Baba Hassen è un comune dell'Algeria, situato nella provincia di Algeri.